# Петар Димић
Петар Д. Димић (чика Пера Димић; Панчево, 16. јун 1837 — Београд, 24. јануар 1898) био је учитељ, хоровођа и композитор. Дао је допринос развоју музичке културе у Срба у 19. веку.

## Биографија
Петар Димић рођен је 1837. године у Панчеву од оца Дамјана Димића, кројача војних одела, и мајке Каролине. Радио је као учитељ српских основних школа у Угарској, између осталог у Чакову. По преласку целе породице у Београд радио је у теразијској, палилулској и у дорћолској основној школи, чији је био и управитељ, а школске 1886-87. године и на Првој београдској гимназији. Такође је предавао почетницима на „Правитељственој школи певања” коју су покренули Милан Миловук и Корнелије Станковић 1863/64. године.
У време настајања првих певачких друштава у Србији, Димић је дириговао неколико хорова: Српско-јеврејско певачко друштво од његовог оснивања 1879. године, затим 1881. године Београдско певачко друштво, и од исте године, опет као оснивач, Црквену певачку дружину „Корнелије”, коју је Бранислав Нушић овековечио у Дарданелима заједно са њеним хоровођом, чика Пером Димићем. Такође је био почасни члан и диригент Академског певачког душтва „Обилић”. Сматра се следбеником националног стила у српској музици и блиско је сарађивао са његовим покретачем Корнелијем Станковићем. Био је ментор младог Стевана Мокрањца који му је посветио шаљиву песму Чика Пера лаже.
Димић је компоновао духовну и световну хорску музику. Најпознатија му је музика за драму у три чина Ајдук Вељко Јована Драгашевића, комад са певањем написан 1861. а први пут изведен 1862. године, који је био врло популаран на српским позорницама тога времена. Поред тога је написао или приредио низ песама за мушки и мешовити хор и збирку дечијих песама.
По њему је названа улица у нишкој општини Црвени крст.

### Породица
Петар Димић је са својом женом Персидом имао шест синова од којих су тројица умрла пре 1900. године. Сахрањен је у породичној гробници на Топчидерском гробљу. Иначе, разграната породица Димић води порекло од Диме Путника, Цинцарина који се из Егејске Македоније доселио у Војводину у време сеоба средином XVIII века, и дала је бројне научно-просветне раднике, укључујући Теофила, Аксентија, Тодора, Ђуру Б., Платона Димића и Емилију Димић, жену Богољуба Јовановића.